# Bucket & Skinner
Bucket & Skinner ist eine US-amerikanische Fernsehserie des Senders Nickelodeon. In den Vereinigten Staaten wurde die Serie vom 1. Juli 2011 bis zum 9. Juni 2012 ausgestrahlt. In Deutschland wurde die Serie ab dem 1. Oktober 2012 ausgestrahlt.
Am 5. Juli 2012 gab Ashley Argota bekannt, dass Nickelodeon die Serie nach 18 von 26 Folgen eingestellt hat. Im deutschsprachigen Raum werden jedoch alle Folgen ausgestrahlt.

## Figuren
BucketBucket ist ein Neuling in der High School. Er ist der beste Freund von Skinner. Er verbringt seine Zeit meistens mit dem Surfen und versucht seinen Schwarm Kelly zu beeindrucken.
SkinnerSkinner ist Buckets bester Freund und ein begeisterter Surfer. Er ist nicht sehr schlau.
Kelly PeckinpaughKelly ist eine großartiger Surferin. Sie hat einen Teilzeitjob bei einem Surf-Shop. In der Episode Epic Jobs war sie Junior-Rettungsschwimmerin zusammen mit Aloe.
Piper PeckinpaughPiper ist Kellys jüngere Schwester und die sekundäre Antagonistin der Show. Sie hat ein Auge auf Skinner, aber sie kann seinen Freund Bucket aus einem unbekannten Grund nicht leiden.
AloeAloe ist Buckets Erzrivale und der primäre Antagonist der Show. Er ist der Kapitän vom Varsity Surf Team. Er hat Gefühle für Kelly.
Three PiecesEr ist der Onkel von Bucket und der Besitzer des örtlichen Surf Shop. Er ist ein ehemaliger Surf-Champion und versucht immer, Damen zu beeindrucken. In der Episode Epic Dancer verriet er, dass er seinen Spitznamen bekam, nachdem beim Surfen sein Surfbrett in drei Teile zerbrach. Er ist mit allen Freunden von Bucket befreundet.

## Besetzung
| Rolle             | Schauspieler     | Synchronsprecher  |
| ----------------- | ---------------- | ----------------- |
| Bucket            | Taylor Gray      | Konrad Bösherz    |
| Skinner           | Dillon Lane      | Dirk Petrick      |
| Kelly Peckinpaugh | Ashley Argota    | Luisa Wietzorek   |
| Piper Peckinpaugh | Tiffany Espensen | Maximiliane Häcke |
| Aloe              | Glenn McCuen     | Ricardo Richter   |
| Three Pieces      | George Back      | Christian Gaul    |

## Episodenliste
| Nummer (gesamt) | Originaltitel     | Deutscher Titel           | Erstausstrahlung (Nickelodeon USA/Teennick USA) | Erstausstrahlung (Nickelodeon Deutschland) |
| 01              | Epic Brains       | Die Superhirne            | 3. Juli 2011                                    | 1. Oktober 2012                            |
| 02              | Epic Girls        | Die Supergirls            | 1. Juli 2011                                    | 2. Oktober 2012                            |
| 03              | Epic Election     | Die Superwahlen           | 1. Juli 2011                                    | 3. Oktober 2012                            |
| 04              | Epic Jobs         | Die Superjobs             | 2. Juli 2011                                    | 4. Oktober 2012                            |
| 05              | Epic Dancer       | Die Supertänzer           | 10. Juli 2011                                   | 5. Oktober 2012                            |
| 06              | Epic Takeover     | Die Superübernahme        | 30. September 2011                              | 8. Oktober 2012                            |
| 07              | Epic Chicken      | Das Superhuhn             | 10. April 2013                                  | 9. Oktober 2012                            |
| 08              | Epic Escape       | Die Superflucht           | 30. Juli 2011                                   | 10. Oktober 2012                           |
| 09              | Epic Wingman      | Der Super-Copilot         | 13. August 2011                                 | 11. Oktober 2012                           |
| 10              | Epic Musical      | Das Supermusical          | 15. Juli 2011                                   | 12. Oktober 2012                           |
| 11              | Epic Dates        | Die Superdates            | 7. Oktober 2011                                 | 15. Oktober 2012                           |
| 12              | Epic Rockstar     | Epic Rockstar             | 22. Juli 2011                                   | 16. Oktober 2012                           |
| 13              | Epic Bobo         | Das Superboard            | 23. September 2011                              | 17. Oktober 2012                           |
| 14              | Epic Crush        | Superverknallt            | 27. März 2013                                   | 18. Oktober 2012                           |
| 15              | Epic Babysitters  | Die Super-Babysitter      | 16. September 2011                              | 19. Oktober 2012                           |
| 16              | Epic Cupids       | Der Supercharmeur         | 24. April 2013                                  | 22. Oktober 2012                           |
| 17              | Epic Copycat      | Der Supernachmacher       | 3. April 2013                                   | 23. Oktober 2012                           |
| 18              | Epic Haunting     | Der Superspuk             | 28. April 2012                                  | 27. Oktober 2012                           |
| 19              | Epic Showdown     | Die Superninjas           | 1. Mai 2013                                     | 24. Oktober 2012                           |
| 20              | Epic Cuffs        | Die Supereinladung        | 17. März 2012                                   | 25. Oktober 2012                           |
| 21              | Epic Christmas    | Superweihnachten          | 22. Dezember 2012                               | 22. Dezember 2012                          |
| 22              | Epic Cheer        | Die Super-Cheerleader     | 17. April 2013                                  | 26. Oktober 2012                           |
| 23              | Epic Seal         | Das Supermaskottchen      | 1. Mai 2013                                     | 29. Oktober 2012                           |
| 24              | Epic Crashers     | Superreich und superschön | 24. März 2012                                   | 30. Oktober 2012                           |
| 25              | Epic Break-Up (1) | Der Superkrach (1)        | 9. Juni 2012                                    | 1. November 2012                           |
| 26              | Epic Break-Up (2) | Der Superkrach (2)        | 9. Juni 2012                                    | 2. November 2012                           |